# Fortul
Fortul is een gemeente in het Colombiaanse departement Arauca. De gemeente telt 4393 inwoners (2005).

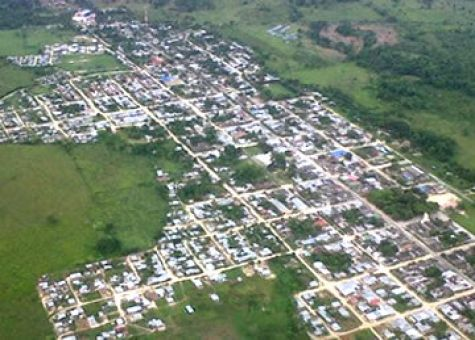
Fortul
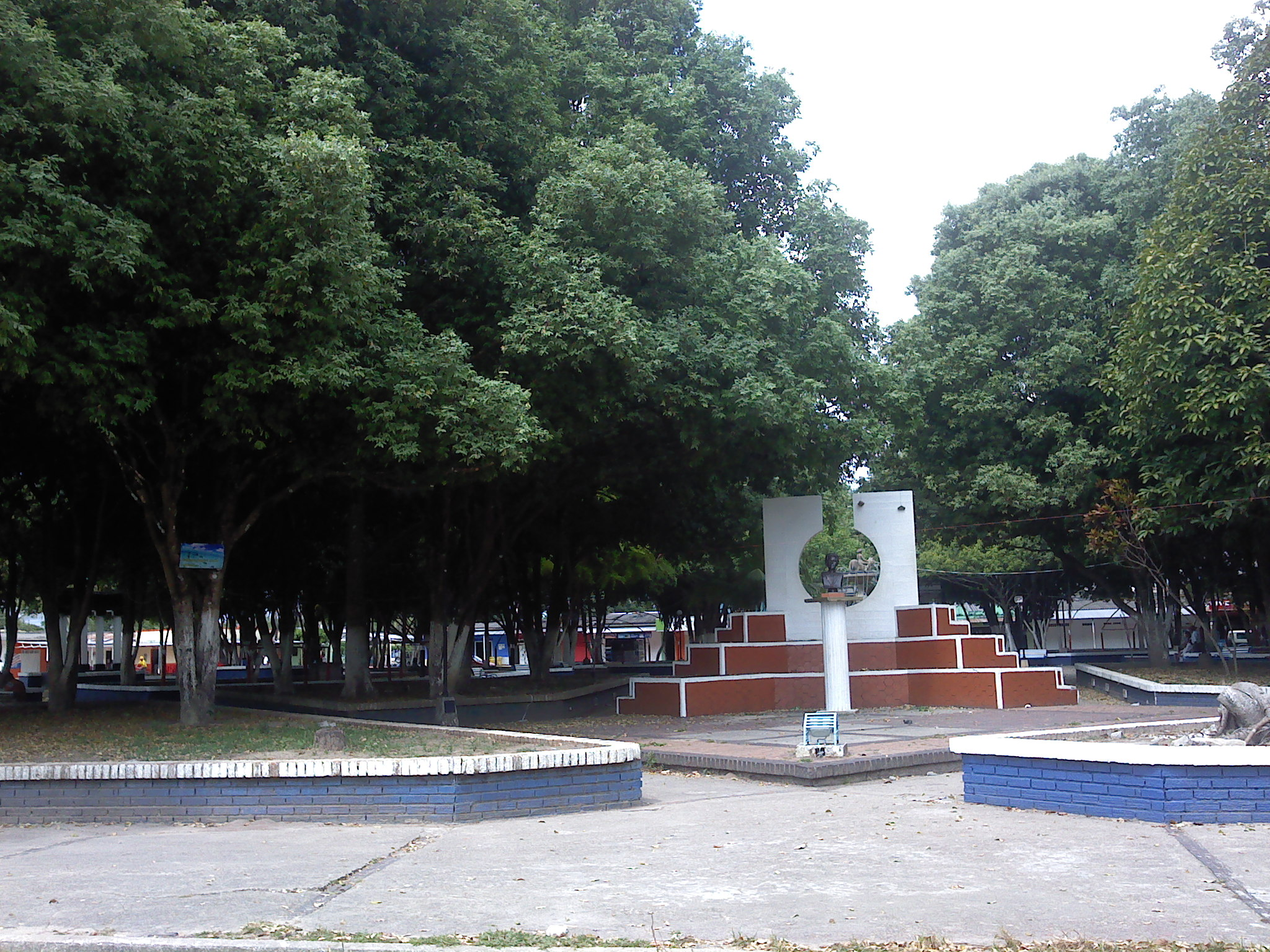
Centrum van Fortul

Arauca · Arauquita · Cravo Norte · Fortul · Puerto Rondón · Saravena · Tame